# Goof Troop (datorspel)
Goof Troop (グーフィーとマックス - 海賊島の大冒険 Gūfii to Makkusu - Kaizoku Shima no Daibouken, lit. "Janne och Max: äventyren på piratön") är ett SNES-spel utvecklat och utgivet av Capcom 1993. Man kan spela 1-2 spelare, och välja mellan Janne Långben och Max Långben. Spelet är baserat på TV-serien Långbens galna gäng ("Goof Troop").
Spelet designades av Shinji Mikami; senare mer känd för sin medverkan i utvecklingen av spelet Resident Evil.

## Handling
Det är en vacker dag i Spoonerville, då Janne Långben och Max är ute och fiskar tillsammans med sina vänner Petter och PJ. Plötsligt siktas ett piratskepp, och piraterna ombord kidnappar Peter och PJ. Janne och Max tar upp jakten på piraterna i sin egen båt, och sökandet för dem till den ö där piraterna har sitt gömställe. Janne och Max skall leta reda på Peter och PJ. Man börjar spelet obeväpnad, och får därför använda bland annat tunnor och blomkrukor att slänga på fienderna.

### Fotnoter
1. ↑  Disney's Goof Troop composer information på SNES Music
2. ↑  Resume of Shinji Mikami på Mobygames
3. ↑  ”Goof Troop” (på svenska). Nintendomagasinet (Kungsbacka: Atlantic) (11-12 1993):  sid. 16-17 (Power Player). november-december 1993. Läst 22 april 2014.